# Dov Paisikovic
Dov Paisikovic (geboren 1. April 1924 in Veľký Rakovec, ehem. Tschechoslowakei, heute Ukraine; gestorben 1988) war ein jüdischer Überlebender des Sonderkommandos im KZ Auschwitz-Birkenau. Er hat die Massenvernichtung in den Krematorien und Gaskammern des Lagers miterlebt.

## Leben
Dov Paisikovic wurde aus Mukatschewo, das seit 1938 zu Ungarn gehörte, mit seinen Eltern und sieben Geschwistern nach Auschwitz verschleppt. Er kam am 31. Mai 1944 in Auschwitz an und erhielt die Häftlingsnummer A-3076. 
„Ich kam zusammen mit meinem Vater in die Gruppe der Arbeitsfähigen, auch ein Bruder von mir konnte in das Lager einrücken. Die übrigen Familienmitglieder habe ich auf der Rampe zum letzten Mal gesehen.“
Dov und sein Vater Isaak Paisikovic wurden wenige Tage nach der Ankunft dem Sonderkommando zugeteilt. Sie hatten aus einem Bauernhaus, das zur Vergasungsanlage umgebaut worden war, Leichen zu Verbrennungsgruben zu transportieren. Später wurden sie in den Krematorien von Birkenau, ab Ende Oktober 1944 bei der Beseitigung der Spuren der Massenvernichtungsanlagen eingesetzt.
Paisikovic überlebte die Evakuierung des KZ Auschwitz und den Todesmarsch ins KZ Mauthausen. Er kam in die Nebenlager Melk und Ebensee und wurde im Mai 1945 von der US-Armee befreit.
Nach Kriegsende lebte Dov Paisikovic als Fleischer in Chadera/Israel. Er sagte beim 98. Verhandlungstag am 8. Oktober 1964 als Zeuge bei den Auschwitzprozessen in Frankfurt am Main aus.